# Булдачиха (Кадыйский район)
Булдачиха — деревня в Кадыйском районе Костромской области. Входит в состав Завражного сельского поселения.

## География
Находится в юго-восточной части Костромской области на расстоянии приблизительно 39 км на юг по прямой от районного центра поселка Кадый на правом берегу Нёмды в пределах акватории Горьковского водохранилища.

## История
Известна была с 1872 года, когда здесь было учтено 11 дворов, в 1907 году отмечено было 19 дворов. В советское время работали колхозы «Коллективный труд» и им. Ленина.

## Население
Постоянное население составляло 83 человека (1872 год), 85 (1897), 113 (1907), 13 в 2002 году (русские 100 %), 9 в 2022.